# دوريبينيم
دوريبينيم (Doripenem) (الاسم الشائع دوريبينيم مونوهيدرات) هو من المضادات الحيوية فوق - الطيف - الواسع التي تعطى عن طريق الحقن. إنه من البيتا لاكتام، وينتمي إلى المجموعة الفرعية الكاربابينيمات. انطلقت من قبل شركة شيونوجى من اليابان تحت العلامة التجارية Finibax في عام 2005، ويجري تسويقها خارج اليابان بواسطة شركة جونسون آند جونسون. وهي نشطة على وجه الخصوص ضد  الزائفة الزنجارية . الزمرة الدوائية من مضادات الجراثيم.
وتمت الموافقة على دوريبينيم من قبل الولايات المتحدة إدارة الغذاء والدواء في 12 أكتوبر 2007، أن يباع تحت الاسم التجاري Doribax. هو العضو الرابع من أعضاء فئة كاربابينيم التي تمت الموافقة عليها في الولايات المتحدة. الاستقرار الأكبر للدوريبينيم في المحلول المائى مقارنة بالأعضاء الأقدم من فئة الكاربابينيم مما يسمح له أن يعطى على هيئه ضخ مستمر أكثر من 4 ساعات أو أكثر، والتي قد تكون مفيدة في معالجة بعض الالتهابات التي يصعب علاجها. قد تشكل خطرا أقل على إحداث نوبات من الكاربابينيمات الأخرى.

## الخواص الدوائية
مضاد حيوي واسع الطيف، هو بيتا لاكتام ينتمي إلى مجموعة فرعية من ال كاربابينيمات.

### الأشكال الصيدلانية
يعطى عن طريق الحقن.

## الخواص الفيزيائية
- مظهر الدواء عبارة عن مسحوق بلوري أبيض مصفر.
- قابل للذوبان في الماء بشكل معتدل.
- قابل للذوبان بشكل طفيف في الميثانول.
- وغير قابل للذوبان تقريبا في الايثانول.

## الاستخدام الطبي
يمكن استخدامه للالتهابات البكتيرية مثل:
في المقام الأول، يقلل من عملية نمو جدار الخلية، مما يؤدي في نهاية المطاف إلى القضاء على البكتيريا المعدية تماما.
التهابات البطن المعقدة.
الالتهاب الرئوي.
الالتهابات المعقدة في المسالك البولية بما في ذلك التهابات الكلى مع تسمم الدم.

## الأعراض الجانبية
مخاطر النوبات المرضية: تم الإبلاغ عن الكاربابينيمات بشكل عام أنها تسبب وتنشط مخاطر النوبات المرضية لدى بعض الناس.
- صداع، طفح جلدي -غثيان -إسهال
- متلازمة ستيفن جونسون
- فشل كلوي
- الصدمة التأقية (anaphylaxis), تفاعلات فرط الحساسية، انحلال البشرة السمي، فقر الدم
- التهاب القولون الناتج عن المطثية العسيرة، نوبات تشنج، التهاب وريدي، التهاب الرئة الخلالي [7]

## الجرعة
التهاب تجويف البطن (مصحوب بمضاعفات): 500 ملغ عن طريق الحقن بالوريد على مدى ساعة، كل 8 ساعات، لمدة 5-14 أيام. العلاج عن طريق الحقن بالوريد يجب ان يستمر لمدة 3 أيام على الاقل، وبعدها يمكن الانتقال إلى علاج مناسب عن طريق الفم.
التهاب الحويضة والكلية (Pyelonephritis), والتهابات المسالك البولية (مصحوبة بمضاعفات): جرعة بمقدار 500 ملغ عن طريق الحقن بالوريد على مدى ساعة، كل 8 ساعات، لمدة 10 أيام (أو حتى 14 يومًا إذا كان الالتهاب مصحوبًا بتجرثم الدم). العلاج عن طريق الحقن بالوريد يجب ان يستمر لمدة 3 أيام على الاقل، وبعدها يمكن الانتقال إلى علاج مناسب عن طريق الفم.

### الاستقلاب
يتم الاستقلاب بواسطة انزيم ديهيدروببتيداز-I.

### التخزين
قبل التحضير: دون 30 درجة مئوية. بعد التحضير: يمكن حفظه في درجة حرارة الغرفة (25 درجة مئوية), أو في الثلاجة (2-8 درجات مئوية), ولفترة زمنية تتعلق بالمواد التي استُخدمت لتحضير المحلول.

## التحذيرات
1. فرط التحسس للبنسيلين، سيفالوسبورين أو أدوية أخرى من البيتالاكتامات.
2. الحذر عند استخدام الدواء بالتزامن مع حمض الفالبرويك (valproic acid), أو مع ديفالبرويكس الصوديوم (divalproex sodium).
3. اختلال وظائف الكلى: ينبغي تعديل الجرعة.
4. حساسية لمستأرجات (allergens) مختلفة.